# Seto no Hanayome
Seto no Hanayome (jap. 瀬戸の花嫁, dt. „Die Braut der Seto-Inlandsee; Die Braut Seto“) ist eine von Tahiko Kimura geschrieben und gezeichnete Mangareihe. Sie erzählt auf humorvolle Weise die Geschichte des Schülers Nagasumi, der während des Sommerurlaubs zu ertrinken droht und von der Meerjungfrau Sun gerettet wird. Jedoch überschlagen sich die Ereignisse, nachdem sich herausstellt, dass Sun die Tochter des Yakuza-Anführers Gōzaburō ist. Da Suns Vater Nasagumi am liebsten sofort umbringen würde, sieht sie sich gezwungen Nagasumi zu heiraten, damit ihre ursprüngliche Rettungsaktion nicht umsonst war.
Seto no Hanayome wurde sowohl als gleichnamige Anime-Fernsehserie als auch eine daran anschließende OVA-Veröffentlichung adaptiert. Beide Animeproduktionen entstanden in einer Kooperation der Animationsstudios Gonzo und AIC unter der Regie von Seiji Kishi.

## Handlung
Als Einstieg in die Handlung dient ein Sommerausflug des Protagonisten Nagasumi Michishio und seiner Eltern an eine Bucht der Seto-Inlandsee, wo seine Großmutter wohnt. Während Nagasumi sich überhaupt nicht richtig über den Urlaub freuen kann, versucht er, sich die Zeit im Wasser zu vertreiben. Da er jedoch nicht gut schwimmen kann und einen Krampf bekommt, droht er unbemerkt zu ertrinken. Schon fast bewusstlos geworden wird er von der Meerjungfrau Sun Seto gerettet und einige Zeit später von dem nach ihm suchenden Vater gefunden. Sein Vater und der Rest der Familie kaufen ihm jedoch die Geschichte mit der Meerjungfrau nicht ab. Das ändert sich schlagartig, als Sun am Abend unvermittelt vor der Haustür der Familie steht und darum bittet, Nagasumi heiraten zu dürfen. Die Mischung aus Schock und Verwunderung schlägt jedoch rasch in reinen Schock um, als Suns Vater, seinerseits Anführer der Yakuza-Seto-Gruppierung, zusammen mit Gefolgschaft kurzerhand die Familienmitglieder in die Unterwasserwelt entführt.
Zusammen mit ihrer Mutter Ren gelingt es Seto, ihren Vater zunächst davon abzuhalten, Nagasumi und seine Eltern umzubringen. Schließlich erlaubt es der Kodex der Familie nicht, den Bräutigam umzubringen. So kann der Urlaub anscheinend normal fortgesetzt werden, wäre da nicht ständig Suns Vater, der keine Gelegenheit auslässt, Nagasumi nach dem Leben zu trachten. Insbesondere da so gut wie alle Einwohner des Ortes irgendwie mit der Yakuza-Gruppe in Verbindung stehen und auch Suns Leibwächterin, die überaus klein geratene und nur nach außen hin höflich wirkende Maki, ihm stets nachstellen, wenn Sun gerade nicht in seiner Nähe ist. Entsprechend findet er während des Urlaubs kaum noch eine ruhige Minute, denn schließlich sieht er sich auch mit den Eigenarten von Sun als Meerjungfrau konfrontiert. So verwandeln sich Suns Beine beim Kontakt mit Wasser in eine Fischflosse, was von niemanden gesehen werden darf, oder sie reagiert mit Gesang um Gefahren abzuwehren. Letzteres ist aber eher ohrenbetäubendes Geschrei und verschont auch in keiner Weise Nagasumis Ohren.
Als der Urlaub jedoch zu Ende geht und sich Nagasumi schon darauf freut, den ganzen Stress wieder los zu sein, beschließt aber auch Sun, ihm nach Hause zu folgen. Dagegen hätte er ja eigentlich nichts einzuwenden, wäre da nicht die Seto-Gruppe, die quasi als Handgepäck hinterher reist, da ihr Vater natürlich sie nie aus den Augen lassen kann. Entsprechend chaotisch gestaltet sich auch das weitere Schulleben. So bildet Nagasumis Kindheitsfreundin Mawari Zenigata, die zugleich Tochter des Polizeichefs ist, einen starken Gegenpol, während sein Schulfreund Hideyoshi Sarutobi vor allem durch unsinnige Aktionen auf sich aufmerksam macht, an deren Ende Nagasumi immer wieder als Schuldiger da steht. Zu allem Überfluss gesellen sich im Verlauf auch noch Lunar Edomae und Kai Mikawa hinzu. Lunar ist ebenfalls eine Meerjungfrau und ist seit ihrer Kindheit eine Rivalin von Sun. Entsprechend hat sie es auch auf Nagasumi abgesehen. Kai ist der Sohn des Vorstands der Mikawa Corporation und überaus reich. Zugleich wird er zu einem Rivalen um Sun, da er davon ausgeht, dass ihm Sun die Heirat versprochen habe.
So steigert sich die Handlung stetig und wird auch durch weitere Charaktere erweitert. Allen ist gemein, dass sie nichts als Probleme für Nagasumi verursachen, der stets unter den verschiedensten Konstellationen zu leiden hat.

## Charaktere
Nagasumi Michishio (満潮 永澄, Michishio Nagasumi)
Als Protagonist der Handlung ist er offenbar die einzige normale Person und sieht sich ständig mit Übergriffen und Gefahren konfrontiert, die von den anderen Charakteren ausgehen. Mit der Zeit gewöhnt er sich nahezu an diese Umstände und er entwickelt großes Talent darin, den Angriffen auszuweichen oder sie durch pure Zähigkeit zu überleben.
Sun Seto (瀬戸 燦, Seto San)
Sie ist eine junge Meerjungfrau und zugleich Tochter des Anführers der Yakuza-Seto-Gruppierung. Sie im Grunde stets gutherzig und glaubt an den Ehrenkodex der Familie, wobei sie die Worte ninkyō (任侠, dt. „Ritterlichkeit“) und Ningyo (人魚, dt. „Meerjungfrau“) immer wieder in einen Topf wirft. Seit sie sich in Nagasumi verliebt hat, versucht sie, ihm in allen möglichen Situation beizustehen. Jedoch ist sie immer wieder schnell abgelenkt, durch ihre Eigenschaften als Meerjungfrau verhindert oder trifft auch Entscheidungen, die es nur noch schlimmer machen. Abgesehen davon, dass sich ihre Beine bei Kontakt mit Wasser wieder zu Fischflossen verwandeln, ist ihr Gesang ihre mächtigste Waffe. So kann ihr Schrei ganze Häuser zerstören, aber auch richtig eingesetzt alle möglichen Dinge zum Schlafen bringen oder Nagasumi Superkräfte verleihen.
Lunar Edomae (江戸前 留奈, Edomae Runa)
Seit ihrer Kindheit ist Lunar mit Sun verfeindet, da Sun es geschafft hatte, die Zuhörer mit ihrem Gesang stärker zu beeindrucken, als sie es je vermochte, egal wie sehr sie sich auch anstrengte. Seitdem hat sich Lunar aber weiterentwickelt und ist mittlerweile ein bekannter Popstar geworden. Entsprechend liefert sie sich auch im Schulalltag, der die Schule in drei Lager spaltet (die männlichen Anhänger von Sun, die ebenfalls männlichen Anhänger von Lunar und die weiblichen Anhänger von Mawari), immer wieder Auseinandersetzungen mit Sun und schließlich auch um die Gunst von Nagasumi, den sie zunächst als ihren Untertan ansieht. Sie ist die Tochter der Edomae Familie, die ihrerseits auch eine Yakuza-Gruppierung ist.
Mawari Zenigata (銭形 巡, Zenigata Mawari)
Sie ist die Tochter des örtlichen Polizeichefs und auch in der Schule stets übereifrig um Ordnung bemüht. Insgeheim ist sie in Nagasumi verliebt und entsprechend aufgebracht, dass nun Sun an seiner Seite steht. Ebenso steht sie familiär im starken Kontrast zur Yakuza-Familien. Mit der Zeit kommt sie hinter das Geheimnis von Sun, das Nagasumi bisher stets mit allen Mitteln zu hüten suchte. Aber sie entschließt sich aus Freundschaft zu Sun, Stillschweigen darüber zu bewahren, bzw. einfach nicht hinzusehen.

## Entstehung und Veröffentlichungen
Die von Tahiko Kimura geschrieben und gezeichnete Mangareihe Seto no Hanayome wurde von Square Enix im Magazin Gekkan Gangan Wing in den Ausgaben September 2002 bis Mai 2009 veröffentlicht. Nach etwa einem Jahr Pause wurden die letzten Kapitel im Magazin Gekkan Gangan Joker des gleichen Herausgebers in Ausgaben Juni bis Dezember 2010 abgedruckt. Die gesamte Handlung wurde zu 16 Tankōbon-Ausgaben zusammengefasst. Die ersten 14 Ausgaben erschienen beim Label Gangan Wing Comics, die letzten beiden beim Imprint Gangan Comics Joker.
| - Bd. 1: ISBN 4-7575-0880-8, 27. Februar 2003 - Bd. 2: ISBN 4-7575-0986-3, 27. Juli 2003 - Bd. 3: ISBN 4-7575-1073-X, 27. November 2003 - Bd. 4: ISBN 4-7575-1189-2, 27. April 2004 - Bd. 5: ISBN 4-7575-1257-0, 27. August 2004 - Bd. 6: ISBN 4-7575-1341-0, 27. Dezember 2004 - Bd. 7: ISBN 4-7575-1417-4, 27. April 2005 - Bd. 8: ISBN 4-7575-1532-4, 27. September 2005 | - Bd. 09: ISBN 4-7575-1648-7, 27. März 2006 - Bd. 10: ISBN 4-7575-1730-0, 27. Juli 2006 - Bd. 11: ISBN 4-7575-1818-8, 27. November 2006 - Bd. 12: ISBN 978-4-7575-1976-3, 27. März 2007 - Bd. 13: ISBN 978-4-7575-2058-5, 27. Juli 2007 - Bd. 14: ISBN 978-4-7575-2247-3, 27. März 2008 - Bd. 15: ISBN 978-4-7575-3141-3, 22. Februar 2011 - Bd. 16: ISBN 978-4-7575-3142-0, 22. Februar 2011 |

Zusätzlich erschien im Juli 2007 ein Sonderband namens Seto no Hanayome Sakura: 2-nen 1-gumi Ninkyō-sensei (瀬戸の花嫁 桜 2年1組任侠先生; ISBN 978-4-7575-2040-0).

## Adaptionen

### Anime
Aufbauend auf dem Manga entstand die gleichnamige Anime-Fernsehserie Seto no Hanayome in einer Gemeinschaftsproduktion der Animationsstudios Gonzo und AIC unter der Regie von Seiji Kishi. Die Erstausstrahlung der 26 Folgen umfassende Serie begann in der Nacht des 2. April 2007 (und damit am vorherigen Fernsehtag) auf dem Sender TV Tokyo und endete am 1. Oktober 2007. Parallel dazu, aber mit einer Verzögerung von einem Tag bis einer Woche, strahlten ebenso die Sender TV Aichi, TV Ōsaka, TV Setouchi die Serie aus. Auf AT-X begann die Erstausstrahlung am 10. Mai 2007. Hier wurde jedoch die 17. Folge nicht gezeigt, da es Bedenken gab, dass einige der in der Folge verwendeten Charaktere den Originalen anderer, teils parodierter Werke, zu ähnlich sähen.
Außerhalb von Japan wurde die Serie durch Funimation (zur Zeit der Lizenzierung noch Funimation  Entertainment) für den englischsprachigen Raum lizenziert. In Australien und Neuseeland war Madman Entertainment für die Veröffentlichung zuständig. Ebenso wurde die Serie auf dem spanischen Sender TV3 ausgestrahlt und von Arait Multimedia auf DVD angeboten. Ebenso erschien die Serie in Tagalog auf den Philippinen und auf Chinesisch in Taiwan.

#### Synchronisation
| Rolle              | japanischer Sprecher (Seiyū) |
| ------------------ | ---------------------------- |
| Nagasumi Michishio | Takahiro Mizushima           |
| Sun Seto           | Haruko Momoi                 |
| Lunar Edomae       | Sakura Nogawa                |
| Mawari Zenigata    | Rika Morinaga                |
| Kai Mikawa         | Daisuke Ono                  |
| Hideyoshi Sarutobi | Masashi Yabe                 |
| Iinchō             | Noriko Rikimaru              |
| Akeno Shiranui     | Eri Kitamura                 |
| Nagasumis Vater    | Atsushi Imaruoka             |
| Nagasumis Mutter   | Noriko Namiki                |
| Gōzaburō Seto      | Kenta Miyake                 |
| Ren Seto           | Makiko Nabei                 |
| Masa               | Katsuki Murase               |
| Maki               | Natsuko Kuwatani             |
| Shark Fujishiro    | Takehito Koyasu              |
| Lunars Vater       | Tesshō Genda                 |

#### Musik
Der Vorspann war mit einer Kurzfassung des Titels Romantic summer unterlegt. Er wurde von Sun & Lunar, bzw. ihren Sprecherinnen Haruko Momoi und Sakura Nogawa, interpretiert. Geschrieben und komponiert wurde der Titel von Halko Momoi. Als gleichnamige Single wurde Romantic summer am 25. April 2007 veröffentlicht und erreichte in den japanischen Charts von Oricon den 32. Platz. Auf der Single befand sich ebenfalls der Titel Namida Ichirin (涙一輪) und beide waren wie üblich noch einmal in einer Instrumentalversion enthalten.
Eine Eigenheit des Vorspanns war es, dass er sich von Folge zu Folge leicht änderte. So tanzten hinter Sun jeweils die Figuren, die auch in der aktuellen Folge von größerer Bedeutung waren.
Die Serie verwendete zwei verschiedene Abspänne. Ersterer (Folgen 1–13 und 26) war mit dem Titel Asu e no Hikari (明日への光) unterlegt, der von Asuka Hinoi gesungen wurde. Geschrieben, komponiert und arrangiert wurde das Stück von Yugo Sasakura. Die gleichnamige Single Asu e no Hikari erschien am 2. Mai 2007 und enthielt auf der B-Seite zusätzlich die Titel VOICES und Kimi ga ita Basho. Von allen drei Stücken war ebenso eine Instrumentalversion enthalten. In den Charts von Oricon erreichte die Single den 56. Platz.
Wie der Vorspann, so änderte sich auch der eigentlich nur aus einem Standbild bestehende erste Abspann. Er zeigte die Seto-Familie beim gemeinschaftlichen Essen, wobei sich der Raum von Folge zu Folge mit weiteren, in der Folge zum ersten Mal auftretenden, Figuren füllte.